# Dr. Cantz’sche Verlagsgesellschaft
Die Dr. Cantz’sche Verlagsgesellschaft mbH & Co. KG (DCV) ist ein deutscher Verlag mit Sitz in Berlin, bei dem Ausstellungskataloge und Monographien zur zeitgenössischen Kunst, Architektur, Fotografie und Design erscheinen. Der Verlag ging aus der 1933 gegründeten Dr. Cantz’schen Druckerei hervor und firmierte bis 2020 als edition cantz. Verleger ist seit September 2021 Martin Holz.

## Geschichte
Hugo Cantz und seine Frau Caroline Cantz gründeten 1933 in Stuttgart-Bad Cannstatt die Dr. Cantz’sche Druckerei, in der zunächst Gelegenheitsdrucke produziert wurden. Nach dem Zweiten Weltkrieg führte ihr Sohn Walter Cantz das Unternehmen weiter. Damals entstanden hier etwa bibliophile Privatdrucke für Hermann Hesse, Mappenwerke für Oskar Schlemmer und seit 1951 die Kataloge zur Jahresausstellung des Deutschen Künstlerbundes.
Seit den 1970er Jahren erschienen die selbst verlegten Publikationen der Druckerei unter dem Namen „edition cantz“. Walter Cantz führte Verlag und Druckerei bis zu seinem Tod 1984. Er pflegte dabei enge Beziehungen zu zahlreichen Persönlichkeiten der westdeutschen Literatur- und Kunstwelt, die ihm zum 70. Geburtstag die Festschrift Hommage a Cantz mit Beiträgen von Heinrich-Maria Ledig-Rowohlt, Heinz Mack, Hans Peter Willberg, Gerd Hatje, Kurt Weidemann, Anton Stankowski, Roman Norbert Ketterer u. a. widmeten.
1990 übernahm die seit 1987 von Bernd Barde geführte Dr. Cantz’sche Druckerei den Verlag Gerd Hatje, der zunächst parallel zur „edition cantz“ geführt wurde. Programmleiterin wurde 1995 die spätere documenta-Geschäftsführerin Annette Kulenkampff. Im Verlag „edition cantz“ erschienen in den 1990er Jahren z. B. die Kataloge zur documenta IX und documenta X. 1999 wurden beide Verlage zu Hatje Cantz.
Seit 1993 gehörten Druckerei und beide Verlage zur J. Fink Mediengruppe. Von Juli bis September 2008 zeigte die Württembergische Landesbibliothek eine Ausstellung anlässlich des 75-jährigen Bestehens der Dr. Cantz’schen Druckerei.
2011 übernahm die Wurzel Mediengruppe die Dr. Cantz’sche Druckerei und den Verlag „edition cantz“. 2018 wurde das Verlagsgeschäft wieder aufgenommen, im darauffolgenden Jahr trat Uta Grosenick als Verlegerin ein und eröffnete ein Büro in Berlin. Bernd Barde war bis zu seinem Tod im Januar 2021 für den Verlag tätig. Im Januar 2024 schied Grosenick als Verlegerin aus; der ehemalige Programmchef Sachbuch des riva-Verlags und langjährige Taschen-Lektor Martin Holz, der seit 2021 als Mitverleger bei der Dr. Cantz‘schen Verlagsgesellschaft tätig war, ist seitdem alleiniger Verleger und Geschäftsführer.
Im Mai 2020 gab die „edition cantz“ ihre Umbenennung in „Dr. Cantz’sche Verlagsgesellschaft“ bekannt. Seitdem sind Bücher u. a. mit Candida Höfer, John Bock, Pierre Soulages, Isabelle Graw und Mischa Kuball sowie Kataloge zu Ausstellungen des Grassi-Museums in Leipzig, des Museums Frieder Burda, der Völklinger Hütte, des Musée d’Art Moderne Grand-Duc Jean in Luxemburg sowie der Galerie Eva Presenhuber erschienen.